# 河川港
河川港（かせんこう、英語: river port）または河港（かこう）とは、河岸に設置された港のこと。湊（みなと）とも表記される。海に面した港である「海港」と対比される概念である。

## 概要
大河川を有する大陸部において河川港は比較的よく見られ、場合によっては河口や運河を経て外航船舶も入港している。ライン川におけるロッテルダム港や、エルベ川におけるハンブルク港、アマゾン川におけるマナウス港、グアダルキビール川におけるセビリア港などが特に知られている。
日本においても内陸水運が活発であった20世紀前半までは多く利用され、伏見港のように都市計画の一環として船着場が整備された事例もあった。しかし、急流、小河川が多いこともあり、物流の変化に伴い20世紀後半以降は内陸水運が衰退した。日本の港町#河畔・湖沼畔なども参照。